# Montenay
Montenay är en kommun i departementet Mayenne i regionen Pays de la Loire i nordvästra Frankrike. Kommunen ligger i kantonen Ernée som tillhör arrondissementet Mayenne. År 2022 hade Montenay 1 307 invånare.

## Befolkningsutveckling
Antalet invånare i kommunen Montenay
| Referens: INSEE |